# Moulin d'Amry
De Moulin d'Amry (ook: Moulin Frenay) is een voormalige watermolen op de Grand Aaz, gelegen aan Rue des Meuniers 21 te Heure-le-Romain.
Deze bovenslagmolen fungeerde als korenmolen, terwijl hij later ook voor elektriciteitsopwekking werd ingezet. Het bakstenen molengebouw werd omstreeks 1800 gebouwd.
Het molengebouw werd gerenoveerd tot woning. De inrichting is dan ook verdwenen, maar het metalen bovenslagrad is nog aanwezig.